# Tuha Biheue
Tuha Biheue is een bestuurslaag in het regentschap Pidie van de provincie Atjeh, Indonesië. Tuha Biheue telt 401 inwoners (volkstelling 2010).